# Gilling
Gilling (fornvästnordiska Gillingr, ”den bullrige”, ”skrikhalsen”) var en jätte i nordisk mytologi. Han hade sönerna Suttung och Bauge, samt en sondotter som hette Gunnlöd.
Enligt Snorre Sturlasson var Gilling bekant med dvärgarna Fjalar och Galar, vilka hade mördat den vise Kvaser. Av dennes blod bryggde de sedan med tillsats av honung det dyra skaldemjödet, vilket hade den egenskapen att envar som drack av det blev skald.
Vid ett tillfälle bjöd dvärgarna hem Gilling och hans hustru till sig. Sedan tog de med sig Gilling på en roddtur till havs, men råkade då styra på ett blindskär så att båten välte. Gilling, som inte kunde simma, föll i vattnet och drunknade. Dvärgarna lyckades dock vända båten rätt och rodde hem. Men när de berättade för Gillings hustru att hon just hade blivit änka, blev hon alldeles otröstlig. Hon jämrade sig och skrek så högt att dvärgarna tröttnade på olåten.
| ” | Då frågade Fjalar henne om hon skulle bli lättare om hjärtat ifall hon finge se utåt sjön där han hade drunknat; och det ville hon. Då sade han till sin broder Galar, att han skulle ge sig upp ovanför dörren när hon skulle gå ut, och släppa ner en kvarnsten i huvudet på henne – han sade att han var utledsen på hennes skrik. Och det gjorde Galar. | „ |

Men Gillings son Suttung tog illa vid sig när han fick höra vad som hade hänt. Han grep dvärgarna och rodde ut med dem på havet. Sedan satte han av dem på ett lågt skär där de skulle dränkas vid högvatten. De bad då för sina liv och erbjöd honom att som mansbot överlämna det dyra skaldemjödet. Suttung gick med på det, och så blev de förlikta.
Suttung förde sedan hem mjödet och gömde det i sin boning i klippan Hnitbjörg, där han satte dottern Gunnlöd att vaka över det.

## Háleygjatal
Snorre är den ende som har något att berätta om Gilling. Det är därför av särskilt intresse att jättens namn också finns i en kenning av Eyvind skaldaspiller i Háleygjatal, troligen tillkommen kort efter slaget vid Hjörungavåg omkring 985.
Háleygjatal är en genealogisk dikt tillägnad jarlen Håkon Sigurdsson, vars förfäder räknas upp ända tillbaka till Oden som jarlen troddes härstamma från. Dikten är också full av anspelningar på denne ”förfader”. Men det är inledningsstrofen som här är av intresse. Skalden äskar tystnad, ty han står i begrepp att frambära ”Gillings gjǫld” (”Gillings gäld”), det vill säga skaldemjödet (eller mera precist dess resultat: den egna dikten). Strofen följer här i tre olika tolkningar, den sista är en prosaåtergivning av innehållet.
| Vilja ek hljóð at *Hárs líði, meðan Gillings gjǫldum yppik, meðan hans ætt í hverlegi gálga farms til goða teljum. | Hören mig i Högs cider då Gillings gäld jag giva vill och i Galglasts guldkarssjö gräver hans ätt till gudar ner! | Lyssnen här, då Hars öldryck, Gillings bot bärs till eder, då hans ätt till asagudar i galgens bördas brygd blir ledd. | Jag vill ha tystnad för Högs dryck medan jag framför Gillings gäld, och medan vi med galglastens kittelbrygd räknar hans släkt till gudarna. |  |

Hárr (”Hög”, ”den höge”) är Oden, skaldemjödets nuvarande ägare, och även ”galgens last” eller ”börda” är en omskrivning för Oden, som ju en gång hängde i världsträdet. Vi vet inte om skaldemjödsmyten såg likadan ut på 900-talet som på Snorres tid, men i varje fall Eyvind skaldaspiller tycks ha funnit det naturligt att beskriva sin egen dikt som ”mansboten som betalades för Gilling” (Gillings gjǫld). Även andra skaldekenningar från 900-talet och 1000-talet visar att myten om skaldemjödet i sina huvuddrag har en betydande ålder.